# 시라카와고

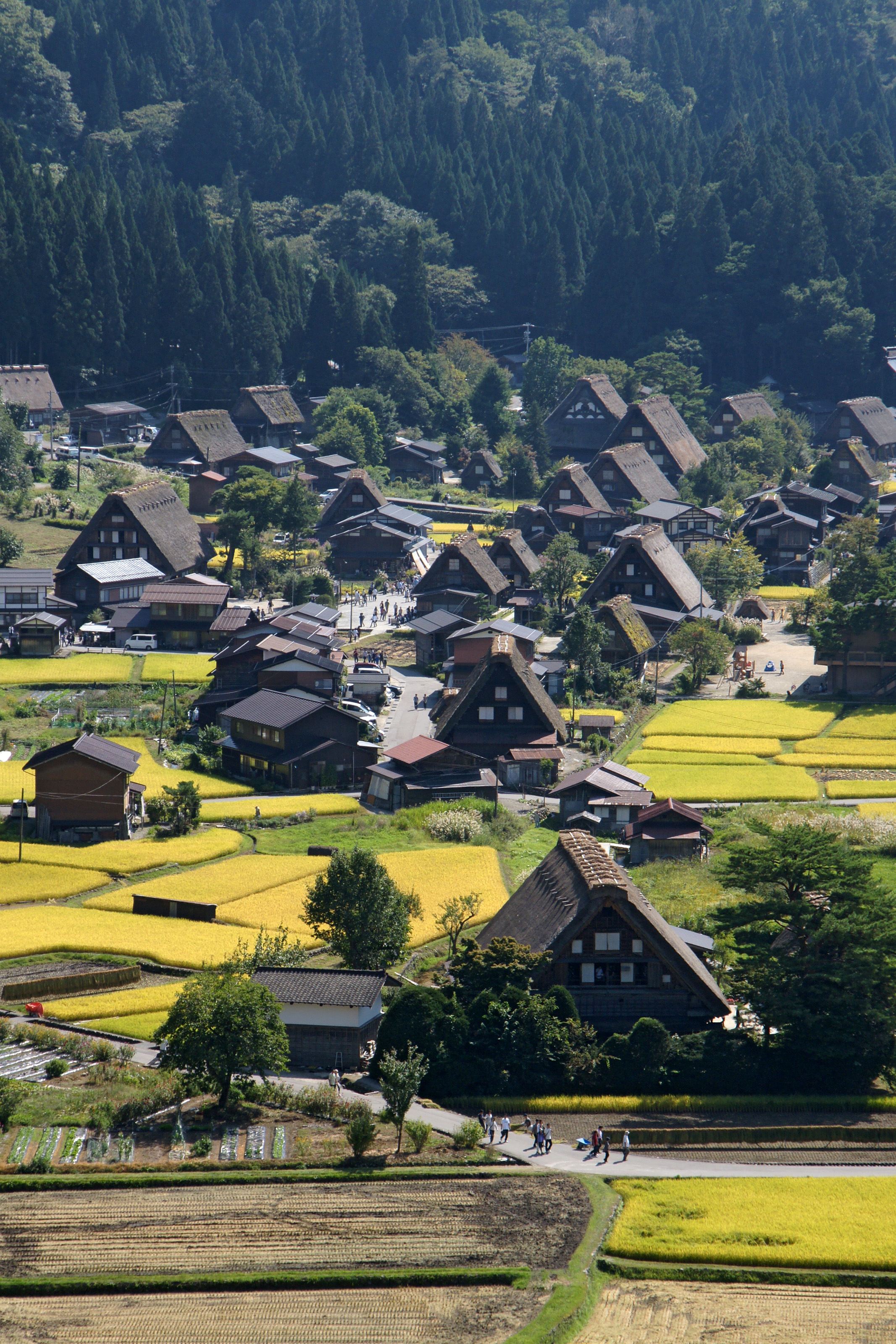
시라카와고

시라카와고(白川郷)는 일본 기후현 쇼 강 유역의 호칭이다.
오노군 시라카와촌과 다카야마시 쇼카와정 (구 쇼카와촌)과 다카야마시 기요미정 (구 기요미촌) 일부에 해당한다. 오늘날은 시라카와촌만을 의미하기도 한다. 시라카와고의 오기정 지구(荻町地区)는 갓쇼즈쿠리 마을로 알려져 있다. 독특한 경관을 이루는 취락으로 알려져 있어, 1976년 중요 전통적 건조물군 보존지구로 선정되었으며, 1995년에는 시라카와고와 고카야마의 갓쇼즈쿠리 마을로 유네스코 세계유산 (문화유산)에 등록되었다.